# Aldo Lado
Aldo Lado, noto anche con lo pseudonimo di George B. Lewis (Fiume, 5 dicembre 1934 – Roma, 25 novembre 2023), è stato un regista, sceneggiatore, scrittore ed editore italiano.

## Biografia
Nato a Fiume il 5 dicembre 1934, crebbe a Venezia.
Dopo una serie di esperienze come aiuto regia di Maurizio Lucidi e Bernardo Bertolucci, la carriera registica di Lado iniziò con il thriller La corta notte delle bambole di vetro, interpretato da Jean Sorel (1971). Seguì l'anno successivo Chi l'ha vista morire? (1972), un film che fece discutere per aver trattato omicidi di bambine e misteri nascosti nel passato dei protagonisti. Lado abbandonò poi il thriller per dedicarsi ad uno stile più morboso e kitsch come in Sepolta viva, con l'esordiente Agostina Belli. Nel 1975 diresse L'ultimo treno della notte, rape and revenge movie di stampo craveniano e riflessione nichilista sul potere, , interpretato da Irene Miracle, l'attrice poi diventata celebre a livello internazionale per la sua partecipazione a Fuga di mezzanotte (1978) di Alan Parker e a Inferno (1980) di Dario Argento.
Nel 1979 uscì L'umanoide, un action fantascientifico a metà strada fra Guerre stellari e Frankenstein che diviene un cult del cinema italiano di fantascienza. Negli anni ottanta si dedicò a film per la TV, come Figli dell'ispettore e La città di Miriam, per poi tornare al thrilling nei primi anni novanta con Alibi perfetto e Venerdì nero. Nel 2020 l'editore francese Le Chat qui fume ripropose in blu-ray i suoi primi film unitamente al libro Conversation avec Aldo Lado di Laure Charcossey, ripercorrente la sua vita professionale. 
Dal 2015 iniziò a raccontare storie unicamente con la pagina scritta. Il suo racconto Il gigante e la bambina, dedicato al cantante Lucio Dalla e contenuto nell'antologia Nuovi delitti di lago (Morellini Editore) uscita nel 2016, segnò il suo debutto nella narrativa. Nel 2017 partecipò all'antologia Delitti di lago vol. 3 (Morellini Editore) con il racconto Cold Case sul Lago Maggiore. Il 26 giugno 2017 uscì il libro I film che non vedrete mai, una raccolta di storie scritte da Lado per il cinema tra gli anni sessanta e novanta e mai arrivate sullo schermo: fu pubblicato sulla piattaforma Amazon Publisher anche nella versione inglese. A seguito del grande successo avuto da quest'opera Lado fondò il marchio Edizioni Angera Films, con cui pubblicherà altri titoli firmandosi Aldo Lado o George B. Lewis. Nel 2018 vennero pubblicati i libri Un pollo da spennare, Hotel delle cose e Il Mastino, a cui seguirono Miriam e Costanza nella serie "Storie di Donne" e il giallo Il Rider.
Negli ultimi anni di vita, Lado soggiornò ad Angera, sul Lago Maggiore, per poi trasferirsi a Trevignano Romano, sul lago di Bracciano, nel 2021. È deceduto a Roma nella notte del 25 novembre 2023, dopo alcuni mesi di malattia.

## Filmografia

### Regista

#### Cinema
- La corta notte delle bambole di vetro (1971)
- Chi l'ha vista morire? (1972)
- La cosa buffa (1972)
- Sepolta viva (1973)
- La cugina (1974)
- L'ultimo treno della notte (1975)
- L'ultima volta (1976)
- L'umanoide (1979)
- La disubbidienza (1981)
- Scirocco (1987)
- Rito d'amore (1989)
- Alibi perfetto (1992)
- Venerdì nero (1993)
- La chance (1994)
- Il Notturno di Chopin (2012)

#### Televisione
- Il prigioniero – film TV (1978)
- Delitto in via Teulada – miniserie TV (1979)
- La pietra di Marco Polo – serie TV (1982-1983)
- I figli dell'ispettore – serie TV (1986)
- La stella nel parco – serie TV (1991)

### Sceneggiatore
- Carogne si nasce, regia di Alfonso Brescia (1968)
- La corta notte delle bambole di vetro, regia di Aldo Lado (1971)
- Un'anguilla da 300 milioni, regia di Salvatore Samperi (1971)
- Chi l'ha vista morire?, regia di Aldo Lado (1972)
- Beati i ricchi, regia di Salvatore Samperi (1972)
- La cosa buffa, regia di Aldo Lado (1972)
- Sepolta viva, regia di Aldo Lado (1973)
- L'ultimo treno della notte, regia di Aldo Lado (1975)
- L'ultima volta, regia di Aldo Lado (1976)
- L'umanoide, regia di Aldo Lado (1979)
- Il giorno del Cobra, regia di Enzo G. Castellari (1980)
- La disubbidienza, regia di Aldo Lado (1981)
- La città di Miriam, regia di Aldo Lado – serie TV (1983)
- I figli dell'ispettore, regia di Aldo Lado – film TV (1986)
- Scirocco, regia di Aldo Lado (1987)
- Rito d'amore, regia di Aldo Lado (1990)
- Stiamo attraversando un brutto periodo, regia di Rodolfo Roberti (1990)
- La stella nel parco, regia di Aldo Lado – serie TV (1991)
- Alibi perfetto, regia di Aldo Lado (1992)
- Venerdì nero, regia di Aldo Lado (1993)
- La chance, regia di Aldo Lado (1994)
- Hollywood Flies, regia di Fabio Segatori (2005)

### Produttore esecutivo
- Farinelli - Voce regina, regia di Gérard Corbiau (1994)
- Marquise, regia di Vera Bélmont (1998)

## Opere letterarie
- Aldo Lado, Il gigante e la bambina, in Nuovi delitti di lago, Morellini Editore, 2016, ISBN 9788862984393.
- Aldo Lado, Cold Case sul Lago Maggiore, in Delitti di lago, vol. 3, Morellini Editore, 2017, ISBN 9788862984935.
- Aldo Lado, I film che non vedrete mai, Angera Films, 2017, ISBN 9788894277708.
- Aldo Lado, Un pollo da spennare, Angera Films, 2018, ISBN 9788894277722.
- Aldo Lado, Hotel delle cose, Angera Films, 2018, ISBN 9788894277760.
- George B. Lewis, Il mastino, Angera Films, 2018, ISBN 9788894277746.
- Aldo Lado, Ombre scure sotto la Rocca di Angera, in Delitti di lago, vol. 4, Morellini Editore, 2020, ISBN 9788862987448.
- Aldo Lado, Storie di donne: MIRIAM, Edizioni Angerafilm 2020, ISBN 9791280098016
- Aldo Lado, IL RIDER, Edizioni Angerafilm 2020 , ISBN 9791280098009
- Aldo Lado, Storie di donne: COSTANZA, Edizioni Angerafilm 2021, ISBN 9791280098023
- Aldo Lado, Il tombarolo, in Delitti di lago, vol. 5, Morellini Editore, 2021, ISBN 9788862988650.
- Aldo Lado, Il luccio, in Delitti di lago, vol. 7, Morellini Editore, 2023, ISBN 9791255270782.